# مايك دي ميغليو
مايك دي ميغليو (بالفرنسية: Mike Di Meglio)‏ مواليد 17 يناير 1988 في تولوز، هو متسابق دراجات نارية فرنسي. نافس في سباقات بطولة العالم لفئة 250 سي سي ولفئة 125 سي سي ولفئة 50 سي سي. كما شارك في بطولة العالم للموتو جي بي.

## البطولات
- بطولة العالم لفئة 125 سي سي 2008 [3]

## روابط خارجية
- مايك دي ميغليو على موقع MotoGP.com (الإنجليزية)
- مايك دي ميغليو على موقع WorldSBK.com (الإنجليزية)